# Stjernetræf
Stjernetræf er et tvprogram på TV2. Programmet omhandler kendte Sportsfolk, som konkurrerer mod hinanden. Ofte med Morten Stig Christensen, som vært i programmet.

## Deltagerne

### Deltagere i 1993
Mænd:
- Christian Frederiksen Kanoroer
- Nicolai Jacobsen Håndboldspiller
- Jens Larsen Volleyballspiller
- Heinz Ehlers Ishockeyspiller
- Thomas Lund Badmintonspiller

Vinder af programmet blev Christian Frederiksen.
Kvinder:
- Bonnie Madsen Fodboldspiller
- Gitte Madsen Håndboldspiller
- Pernille Carlson Golfspiller
- Charlotte Jørgensen Danser
- Karin Ptaszek Tennisspiller

Vinder af programmet blev Gitte Madsen.

### Deltagere i 2008
Mænd:
- Mads Larsen Bokser
- Peter Stokkebroe Danser
- Frank Høj Cykelrytter
- Thomas Ebert Roer
- Martin Kirketerp Sejler

Vinder af programmet blev Thomas Ebert.
Kvinder:
- Juliane Elander Rasmussen Roer
- Christina Stokkebroe Danser
- Camilla Stephansen DTC Racerkører
- Linda Villumsen Cykelrytter
- June Fladborg Vandskiløber

Vinder af programmet blev Juliane Elander Rasmussen.

### Deltagere i 2009
Mænd:
- Mikkel Thygesen Fodboldspiller
- Bajram Fetai Fodboldspiller
- Lars Rasmussen Håndboldspiller
- Kasper Nielsen Håndboldspiller

Vinder af programmet blev i overlegen stil Kasper Nielsen.
Kvinder:
- Amanda Moltke-Leth Golfspiller
- Trine Troelsen Håndboldspiller
- Mie Skov Bordtennisspiller
- Lisa Lents Taekwondokæmper

Vinder af programmet blev Mie Skov.

### Deltagere i 2010
Mænd:
- Patrick Nielsen Bokser
- Ken Ilsø Fodboldspiller
- Casper Elgaard Racerkører
- Chris Christoffersen Basketballspiller

Vinder af programmet blev Patrick Nielsen.
Kvinder:
- Jeanette Ottesen Svømmer
- Vinni Skovgaard Bokser
- Josephine Touray Håndboldspiller
- Anne Lolk Roer

Vinder af programmet blev Jeanette Ottesen.
| Fjernsyn | Spire Denne artikel om et tv-program er en spire som bør udbygges. Du er velkommen til at hjælpe Wikipedia ved at udvide den. |